# Valeri Kikta
Valeri Kikta (ukrainien : Валерій Іванович Кікта, russe : Валерий Григорьевич Кикта́ ; Volodymyrivka, Oblast de Donetsk, 22 octobre 1941) est un compositeur ukrainien.

## Biographie
Il effectue ses études au collège choral de Moscou, puis au Conservatoire de Moscou avec Semyon Bogatyryov et Tikhon Khrennikov et diplômé en 1961. Sur la recommandation de Chostakovitch, il poursuit des études supérieures jusqu'en 1967. 
Les compositions de Kikta comprennent onze ballets, des œuvres symphoniques, pour orgue et des œuvres chorales, quelques musiques de films. On peut citer Au-delà de la limite des ténèbres pour ténor et orchestre ; Les Fresques de la Cathédrale Sainte-Sophie de Kiev, pour harpe et orchestre ; un cycle de mélodies sur des poèmes de Pouchkine, L’Éveil.
Il a été beaucoup enregistré par le label Melodiya dans les années 1970 et 1980.
Depuis 1992, il enseigne au conservatoire de Moscou, la composition et la théorie. Il organise aussi des cours de lecture de partitions symphoniques et dirige la section instrumentation depuis 2010.